# Єла – Альхете
Єла – Альхете – газопровід в центральній частині Іспанії.
Споруджений в 2011 році трубопровід є одним з трьох, що обслуговують роботу підземного сховища газу Єла, та забезпечує його зв’язок з газопровідним кільцем Мадриду в районі Альхете (північні околиці столиці).
Довжина траси Єла – Альхете дорівнює 19 кілометрів. Трубопровід виконаний в діаметрі 650 мм та має робочий тиск у 8 МПа.
Також можливо відзначити, до Альхете виходить газопровід Аро – Альхете.